# Deschampsia robusta
Deschampsia robusta är en gräsart som beskrevs av Charles Edward Hubbard. Deschampsia robusta ingår i släktet tåtlar, och familjen gräs. IUCN kategoriserar arten globalt som otillräckligt studerad.
Artens utbredningsområde är Tristan da Cunha. Inga underarter finns listade i Catalogue of Life.